# 大阪毎日新聞
大阪毎日新聞（おおさかまいにちしんぶん）は、日本の日刊新聞である『毎日新聞』の西日本地区での旧題。通称「大毎」（だいまい）。
現在の毎日新聞大阪本社の前身に当たる。

## 沿革
1876年（明治9年）2月20日、前身紙『大阪日報』が西川甫（1831–1904）の出資により創刊された。競合の朝日新聞より3年早く、大阪で現存する最古の近代新聞の誕生だった。判事から転身した平野万里が初代社長に就任し、西南戦争の報道で部数を伸ばしたが、利益分配を巡って西川と対立し退社。以後、小室信介・古沢滋が社長を務めた。
その後、立憲政党（自由党系の地域政党）が『大阪日報』を買収し、自由党副総理兼立憲政党総理の中島信行が社長、古沢滋が主幹に就任。1882年（明治15年）2月1日、政党機関紙の草分けとして『日本立憲政党新聞』を改題創刊した。同紙は創刊後まもなく1か月半の発行停止処分を受けるなど、官憲による発行停止・罰金・禁錮処分等の多くの妨害を受け、1883年（明治16年）3月に母体の立憲政党は解党したにもかかわらず、廃刊する1885年（明治18年）8月末まで947号を発行した。
1885年（明治18年）9月1日付で元の『大阪日報』に題号を復す。さらに、1887年（明治20年）10月には実業新聞化を企図した総合商社兼松創業者の兼松房治郎ら実業家らが号数と社屋を引き継いで大阪日報を買収し、合資会社化。1888年（明治21年）11月20日より『大阪毎日新聞』（大毎）に改題し、主筆として柴四朗（東海散士）を迎えた。しかし、柴は後藤象二郎らの大同団結運動に加わるなど熱心な政治活動で不偏不党の方針に背馳し、頻繁な上京で不在がちな上、売上部数も当初に比べ振るわなくなった。1889年（明治22年）4月、この事態に対して兼松ら出資者側は時事新報出身で藤田組支配人であった本山彦一を相談役に招くとともに、柴に代わって翌5月には本山の推薦で時事新報の渡辺治を主筆（のち社長）に迎えた。以降大毎は穏和な論調に転じる。

なお、大阪日報はその後、吉弘茂義（白眼）を社長に据えて大毎とは別系統の新聞になったとする文献もあり、こちらは1912年（大正元年）8月に『大阪日日新聞』と改題。大東亜戦争（太平洋戦争、第二次世界大戦）中の大阪新聞（現・産経新聞大阪本社版）への強制統合、独立を経て戦後も存続したが、2023年（令和5年）7月31日付をもって休刊した。

渡辺は1890年（明治23年）に東京の競合紙朝野新聞を買収したが、すぐに時事新報時代の同僚波多野承五郎に売却。1893年（明治26年）渡辺が早世すると、相談役の本山彦一と、1897年（明治30年）に編集総理として迎えられた原敬（翌年9月社長就任）の指揮の下、常設海外通信員の嘱託、専門学者の研究発表、通信での電話利用、文体・仮名遣いの改良と漢字制限、初の婦人記者採用等の新基軸が打ち出され、部数を伸ばす。1900年（明治33年）原は立憲政友会入りを機に辞職、次期社長には小松原英太郎が迎えられた。

次いで1903年（明治36年）11月には病を得て辞職した小松原に代わり、本山が社長に累進。日露戦争時には戦況報道、講和交渉の報道で他紙をリードするが、この頃から『大阪朝日新聞』（現・朝日新聞）との拡販競争や論戦が激化する。本山は1906年（明治39年）末に東京の電報新聞を買収、『毎日電報』と改題して念願の東京進出を果たす。1911年（明治44年）には東京で現存する最古の日刊新聞『東京日日新聞』の版元、日報社を合併。『毎日電報』を東日に合流させ、東京の拠点を強化。朝日と肩を並べるに至った。
1915年（大正4年）、大阪朝日と協定の上夕刊の発行を開始。
1922年3月1日、記者に対して和服をやめて洋服を着用するよう社名が下る。
また、同年には九州地区で附録『西部毎日』（現・西部本社の源流）を創刊。1924年、東海地区で附録『中京毎日』（現・中部本社の源流）を創刊。そして、1935年（昭和10年）11月25日、『大阪朝日新聞』と共に門司と名古屋で新聞の発行を開始。朝日と競争する形で全国紙への道を歩んだ。一方で本山は、『大毎小学生新聞』『点字毎日』『英文毎日』といった僚紙や『サンデー毎日』『エコノミスト』など諸雑誌の発行、選抜中等学校野球、日本フットボール優勝大会（現：全国高等学校サッカー選手権大会・全国高校ラグビー大会）等のイベント、ニュース映画の製作上映やセミプロ野球チーム「大阪毎日野球団」（大毎野球団。後の大毎オリオンズとは別球団）の結成等の各種事業も幅広く行い、朝日と並ぶ全国二大新聞に成長した。
1943年（昭和18年）1月1日、東日と題号を統一して『毎日新聞』に改題、現在に至る。ただし、編集の中枢機能は東京に移った。

以降も長らく毎日新聞社の登記上の本店は大阪に置かれ続けており、役員会や株主総会なども大阪本社で行われていたが、1977年の経営悪化の際「新旧分離方式」で経営再建が図られ、大阪の本部は「株式会社毎日新聞社」（旧社。後に「株式会社毎日」に社名変更）と改めた上で、負債の整理・清算に専念。新聞・雑誌・書籍といった出版物の発行部門は東京都千代田区に新たに設立した「毎日新聞株式会社」（新社。後に「株式会社毎日新聞社」に社名変更）に移動し、完全に本部を東京に移した。この際従業員・社屋・印刷施設などは旧社から新社へ賃借するという形を取って運営し続けたが、1985年に会社の負債が解消したことを受けて、形式上は旧社が新社を吸収合併する形を取って再統合した。ただし旧社は登記上の本店を再統合の時点で東京都千代田区に移したため、現在の大阪本社は本店ではない。

## 題字と地紋など
| 左：大阪毎日新聞の題字 / 右：毎日新聞の旧題字(1943年 - 1991年) |  | 左：大阪毎日新聞の題字 / 右：毎日新聞の旧題字(1943年 - 1991年) |
| 左：大阪毎日新聞の題字 / 右：毎日新聞の旧題字(1943年 - 1991年) |  |                                                                |

- 『日本立憲政党新聞』、『大阪日報』、『大阪毎日新聞』とも創刊以来幾たびとも題字と地紋に変更があった。
『日本立憲政党新聞』は右横書きの筆文字。『大阪日報』は時期により縦書き筆文字と右横書き明朝体活字とがあった。
『大阪毎日新聞』の題字は隷書体の縦書き文字となる。のち、「大阪」のみ右横書きに変更され、1889年7月11日より横線に梅花を配した地紋が入る。
- 『毎日新聞』に改題して以降は毎日新聞の項を参照のこと。

- 社旗は「大」の字を星形にかたどり、その中央に「毎」の字を丸で囲んだものを配したマークを中心に、赤の二本帯線を背後に引いた意匠であった。二本帯線は雲を表し、星は文化の明星を表すとされた。この大毎マークは1897年3月31日に制定されたもの。社旗と社章は1943年1月1日に大阪毎日新聞から毎日新聞社へ社名を変更した以降も1991年11月4日までそのまま使用された。
- 社章は上記大毎マークの他、アルファベットの「O」と「M」を組み合わせた意匠も併用していた。

## 本社

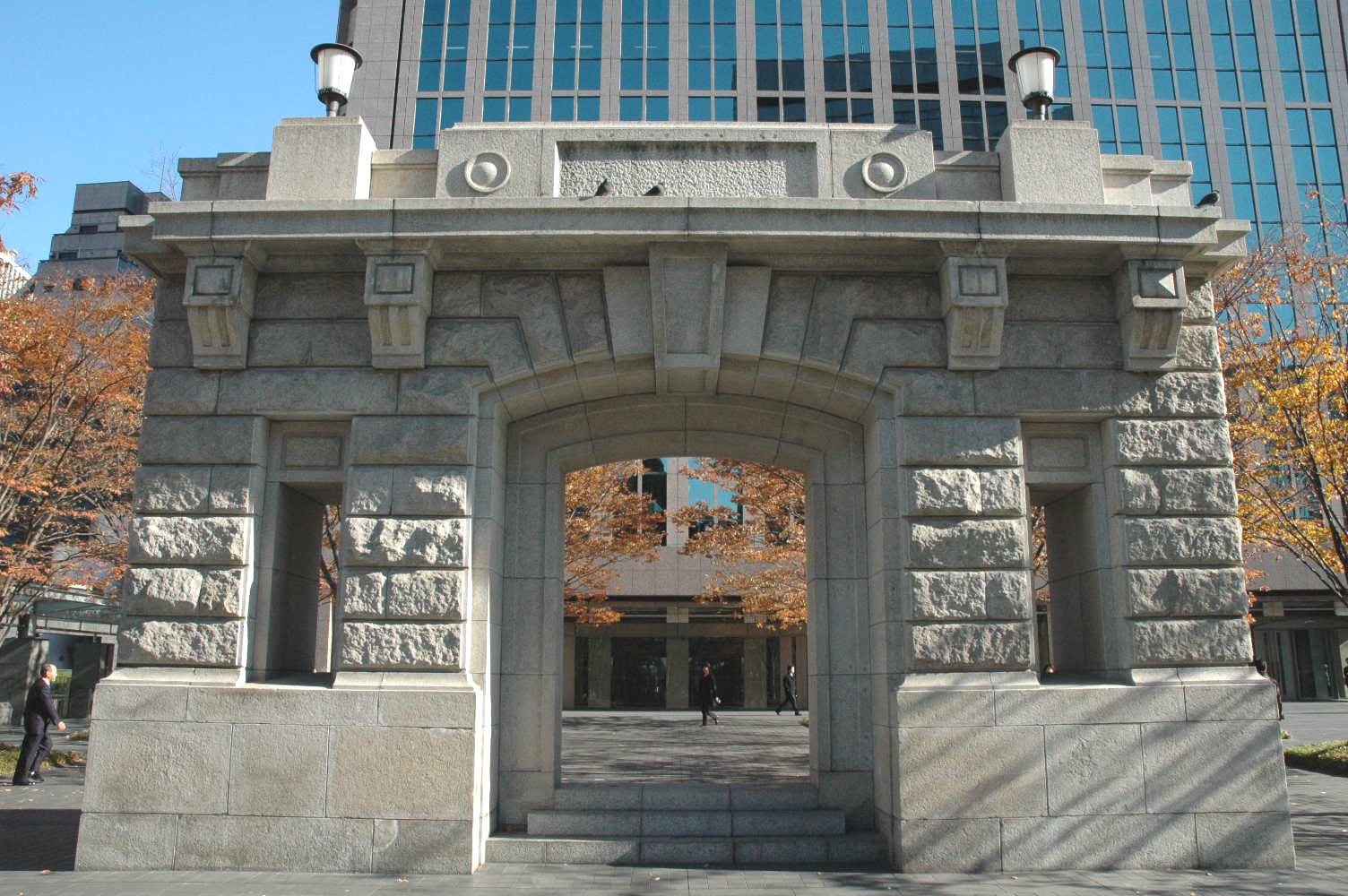
堂島アバンザに保存されている旧大阪毎日新聞本社の玄関部分

創刊当時は、大阪市東区大川町（現・中央区北浜）の現在、住友ビル（住友銀行本店営業部→三井住友銀行大阪本店営業部）が建っている場所にあった五十五番屋敷を拠点とした。
1922年（大正11年）に波江悌夫の設計で大阪市北区堂島に本社社屋を新築し、移転した。毎日新聞社になった後の1956年（昭和31年）、増築部分となる毎日大阪会館北館が完成した。
毎日新聞大阪本社は1992年（平成4年）、北区梅田3丁目の現本社ビルに移転する。旧本社社屋・毎日大阪会館北館は堂島アバンザに建て替えられたが、旧社屋玄関部分がビル正面のオープンスペース内に保存されている。

### 拠点
近畿・北陸・中国・四国を管轄地域とし、その取材・販売網は毎日新聞大阪本社に引き継がれた。
三重県は中部本社、山口県は西部本社の管轄となっている。ただし、三重県伊賀市と名張市、熊野市、南牟婁郡御浜町・紀宝町は大阪本社の管轄となっている一方、島根県石見地方は西部本社の管轄である。石見地方では2009年までに朝日、読売の発行本社が大阪本社に統一されたが、毎日新聞では現在も出雲地方と隠岐島など東部は大阪本社、石見地方は西部本社の管轄になっている。

## 主な事業
- 全国中学校庭球選手権大会 - 1908年（明治41年）創始。1963年にインターハイに組み込まれ、毎日新聞社の事業ではなくなった。
- 国際オリムピック大会選手予選会 - 1911年（明治44年）に行われ、大毎は最優秀選手に贈られるシルバーカップを寄贈した。
- 日本フットボール優勝大会  - 1918年（大正7年）創始。
  - 全国高等学校ラグビーフットボール大会
  - 全国高等学校サッカー選手権大会
- 全国学生相撲選手権大会 - 大阪医科大学学長佐多愛彦の提唱により1919年（大正8年）創始。
- 全国中等学校相撲大会 - こちらも佐多の提唱により1919年創始。1963年にインターハイに組み込まれ、毎日新聞社の事業ではなくなった。
- 選抜高等学校野球大会 - 1924年（大正13年）創始。
- 名人戦 (将棋) - 東日学芸部長阿部眞之助が企画し1935年（昭和10年）創始。大毎も東日の上層という建前上、連名で主催者となっていたが、実際の運営は東日一本で行われた。
- 本因坊戦 - 1939年（昭和14年）創始。ただし、こちらも大毎は建前上連名で主催者となっていただけで、実際の運営は東日一本で行われた。

## 著名な在籍人物
- 芥川龍之介 - 1919年（大正8年）入社。作家。
- 井上靖 - 1936年（昭和11年）入社。学芸部副部長から芥川賞受賞をきっかけに作家に転向。
- 大山康晴 - 将棋六段だった1942年（昭和17年）に嘱託雇用。後に実力制第三代名人となり通算18期獲得して十五世名人となった。
- 岡崎高厚 - 1882年、日本立憲政党新聞創刊に参加。
- 尾張久次 - 1927年入社。印刷工から運動部記者という異例の叩き上げを経て、プロ野球南海ホークス専属スコアラーに転職。
- 河津祐之 - 1882年、日本立憲政党新聞創刊に参加し第2代主幹。後に司法省・逓信省官僚、東京法学校（現・法政大学）校長。
- 岸田俊子 - 1882年、弱冠18歳で自由民権運動の弁士となり日本立憲政党新聞客員。後に中島と結婚。
- 菊池寛 - 1919年（大正8年）時事新報から移籍。1923年、文藝春秋創業のため退社。
- 草間時福 - 1882年（明治15年）東京横浜毎日新聞から移籍し日本立憲政党新聞創刊に参加。
- 小室信介 - 1879年（明治12年）大阪日報に入社。その後、自由新聞を経て東京で自由燈（現・朝日新聞東京本社版）創刊に参加。
- 坂田勝郎 - 1932年入社。毎日新聞社常務取締役大阪本社代表から毎日放送へ移籍し副社長・第4代社長・会長を歴任。
- 柴四朗（東海散士）- 1888年『大阪毎日新聞』への改題時に主筆として就任。
- 城山静一 - 1882年、日本立憲政党新聞創刊に参加。
- 高石真五郎 - 1901年（明治34年）入社。大毎会長兼主筆から毎日新聞社社長。戦後、IOC委員・日本自転車振興会（現・JKA）会長などを歴任。
- 高橋信三 - 1928年大阪時事新報から移籍。副主筆を経て毎日放送第2代社長（実質創業者）、東京12チャンネル取締役などを歴任。
- 中島信行 - 1882年、日本立憲政党新聞創刊に参加し社長。後に自由党副総理、初代衆議院議長、貴族院議員などを歴任。
- 西川甫 - 1876年（明治9年）大阪日報を創業し初代社主。
- 西村真琴 - 生物学者、俳優西村晃の実父。1927年（昭和2年）から1945年（昭和20年）まで在籍。
- 平野万里 - 大坂裁判所判事から1876年、大阪日報の創業に参加し初代社長。西南戦争後に経営を巡って西川と対立し『大阪新報』を起業。
- 平川清風 - 1914年入社。社会部長を経て常務取締役編集主幹。
- 古沢滋 - 1880年（明治13年）大阪日報社長。日本立憲政党新聞では主幹。その後自由新聞主筆を経て明治政府官僚、奈良県知事、石川県知事、山口県知事、貴族院議員などを歴任。
- 本田親男 - 1924年神戸新聞から移籍。大毎社会部長、毎日新聞大阪本社代表を経て毎日新聞社第8代社長。日本新聞協会会長、毎日放送会長などを歴任。
- 湯浅禎夫 - 1928年入社。大毎野球団選手から運動部記者を経てプロ野球毎日オリオンズ総監督に就任。